# William Brouncker
William Brouncker, 2º Visconde Brouncker, PRS (1620 — 5 de abril de 1684) foi um matemático inglês.
Brouncker adquiriu o doutorado pela Universidade de Oxford em 1647. Foi um dos fundadores da Royal Society e o seu segundo presidente. Foi também chanceler da rainha Catarina de Bragança em 1662.

## Fórmula de Brouncker
Esta fórmula fornece um desenvolvimento de π/4 em uma fração contínua generalizada:
{\displaystyle {\frac {\pi }{4}}={\cfrac {1}{1+{\cfrac {1^{2}}{2+{\cfrac {3^{2}}{2+{\cfrac {5^{2}}{2+{\cfrac {7^{2}}{2+{\cfrac {9^{2}}{2+\ddots }}}}}}}}}}}}}
Os convergentes são relacionados com a fórmula de Leibniz para π: for exemplo
{\displaystyle {\frac {1}{1+{\frac {1^{2}}{2}}}}={\frac {2}{3}}=1-{\frac {1}{3}}}
e
{\displaystyle {\frac {1}{1+{\frac {1^{2}}{2+{\frac {3^{2}}{2}}}}}}={\frac {13}{15}}=1-{\frac {1}{3}}+{\frac {1}{5}}.}
Devido a sua convergência lenta, a fórmula de Brouncker não é útil para computações práticas de π.
A fórmula de Brouncker pode também ser expressa por
{\displaystyle {\frac {4}{\pi }}=1+{\cfrac {1^{2}}{2+{\cfrac {3^{2}}{2+{\cfrac {5^{2}}{2+{\cfrac {7^{2}}{2+{\cfrac {9^{2}}{2+\ddots }}}}}}}}}}}